# Mademoiselle Dupont
Charlotte-Louise-Valentine Rougeault de La Fosse zwana Mademoiselle Dupont (ur. 1791, zm. 1864) – aktorka francuska.
Charlotte-Louise-Valentine Rougeault de La Fosse urodziła się 31 maja 1791 roku w Valenciennes. W 1810 roku rozpoczęła występy w Komedii Francuskiej. Przyjęła pseudonim sceniczny Mademoiselle Dupont. W 1815 roku została mianowana 228 członkiem Komedii Francuskiej. Przeszła na emeryturę w 1840 roku. Zmarła 25 października 1864 w Paryżu.

## Kariera sceniczna
| Rok  | Sztuka                     | Autor               |
| ---- | -------------------------- | ------------------- |
| 1815 | La Revanche                | Jean-François Roger |
| 1831 | La Reine d'Espagne         | Henri de Latouche   |
| 1832 | Le Mari de la veuve        | Alexandre Dumas     |
| 1834 | L'Impératrice et la Juive  | Anicet Bourgeois    |
| 1839 | Mademoiselle de Belle-Isle | Alexandre Dumas     |